# Macrohynnis fragilis
Macrohynnis fragilis är en stekelart som först beskrevs av Nixon 1957.  Macrohynnis fragilis ingår i släktet Macrohynnis, och familjen hyllhornsteklar. Arten är reproducerande i Sverige.